# Buttendorf (Gemeinde Zwentendorf)
Buttendorf ist eine Ortschaft der Marktgemeinde Zwentendorf an der Donau im Bezirk Tulln in Niederösterreich. Die Ortschaft hat 71 Einwohner (Stand 1. Jänner 2024).

## Geografie
Das Dorf, das über die Landesstraße L112 erschlossen wird, befindet sich westlich von Zwentendorf und östlich von Gemeinlebarn. Durch den Ort fließt der Bärndorfer Bach.

## Geschichte
Die erste urkundliche Erwähnung erfolgte 1120.
Laut Adressbuch von Österreich waren im Jahr 1938 in Buttendorf eine Schneiderin und zwei Landwirte ansässig. Bis zur Eingemeindung nach Zwentendorf war der Ort ein Bestandteil der damaligen Gemeinde Ponsee.